# مانجاکندریانا
مانجاکندریانا (به لاتین: Manjakandriana) یک منطقهٔ مسکونی در ماداگاسکار است که در مانجاکاندریانا (بخش) واقع شده‌است.